# تحيز النشر
تحيز النشر (بالإنجليزية: Publication bias) هو نوع من التحيز الذي يحدث في الأبحاث الأكاديمية المنشورة. يحدث تحيز النشر عندما تؤثر نتيجة تجربة أو دراسة بحثية على قرار نشرها (أو توزيعها بطريقة أخرى). عدم نشر النتائج السلبية ونشر النتائج التي تُظهر دلالة إحصائية فقط يُخلّ بدقة ومصداقية النتائج، ويعتبر هذا تحيزاً لصالح النتائج الإيجابية.
حسب الإحصائيات، النتائج التي لها دلالة إحصائية هي أكثر عرضة للنشر بثلاث مرات من الأوراق ذات النتائج السلبية أو العدمية. والنتيجة هي أن الباحثين لديهم دافع غير أخلاقي للتلاعب بممارساتهم لضمان الإبلاغ عن نتيجة ذات دلالة إحصائية. تساهم عوامل متعددة في تحيز النشر. على سبيل المثال، بمجرد أن يثبت الاكتشاف العلمي جيدًا، قد يصبح من المفيد نشر أوراق موثوقة تفشل في رفض فرضية العدم. لقد وُجِد أن السبب الأكثر شيوعًا لعدم النشر هو ببساطة أن المحققين يرفضون تقديم النتائج، مما يؤدي إلى تحيز عدم الاستجابة. العوامل التي تم الاستشهاد بها على أنها أساس هذا التأثير تشمل المحققين الذين يفترضون أنهم ارتكبوا خطأً أثناء التجربة، أو فشلوا في دعم نتيجة معروفة، أو فقدان الاهتمام بالموضوع، أو توقع أن الآخرين لن يهتموا بالنتائج السلبية أو العدمية.
غالبًا ما تكون محاولات تحديد الدراسات غير المنشورة صعبة أو غير مرضية. في محاولة لمكافحة هذه المشكلة، تتطلب بعض المجلات حالياً أن تكون الدراسات المقدمة للنشر مسجلة مسبقًا (تسجيل دراسة قبل جمع البيانات والتحليل) مع منظمات مثل مركز العلوم المفتوحة. تتضمن الاستراتيجيات المقترحة الأخرى للكشف عن تحيز النشر والتحكم فيه تحليل p-curve وتجاهل الدراسات الصغيرة وغير المعشاة بسبب قابليتها العالية للخطأ والتحيز. كما اِقتُرحَ تشجيع الباحثين على نشر النتائج السلبية وعدم اعتبار النتائج السلبية على أنها بمثابة فشل للتجربة أو الدراسة المعنية. بالإضافة إلى التركيز على الطرق العلمية التي يمكن تكرارها وزيادة الأبحاث التلوية.
يعتبر تحيز النشر نوع من تحيز الإبلاغ. غالبًا ما يتم تضمين مجموعة متنوعة من التحيزات المختلفة في التعريف العام لتحيز النشر.

## أدلة
هناك العديد من أبحاث الميتا حول تحيز النشر في مجال الطب الحيوي. لاحظ المحققون الذين يتابعون التجارب السريرية منذ تقديم بروتوكولاتهم إلى لجان الأخلاقيات (أو السلطات التنظيمية) حتى نشر نتائجهم أن الأشخاص الذين لديهم نتائج إيجابية هم أكثر عرضة للنشر. بالإضافة إلى ذلك، غالبًا ما تفشل الدراسات في الإبلاغ عن النتائج السلبية عند نشرها، كما يتضح من البحث الذي يقارن بروتوكولات الدراسة بالمقالات المنشورة.

تم التحقيق في وجود تحيز النشر في التحليلات التلوية أيضًا. حقق أكبر تحليل من هذا القبيل في وجود تحيز النشر في المراجعات المنهجية للعلاجات الطبية من قبل مكتبة كوكرين. أظهرت الدراسة أن النتائج الإيجابية ذات الدلالة الإحصائية تزيد احتمال تضمينها في التحليلات التلوية للفعالية بنسبة 27٪ عن النتائج الأخرى. النتائج التي لا تظهر أي دليل على الآثار الجانبية لديها احتمال أكبر بنسبة 78 ٪ للتضمين في دراسات السلامة من النتائج المهمة إحصائيًا التي تظهر تأثيرات سلبية. تم العثور على دليل حول تحيز النشر في التحليلات التلوية المنشورة في المجلات الطبية البارزة.

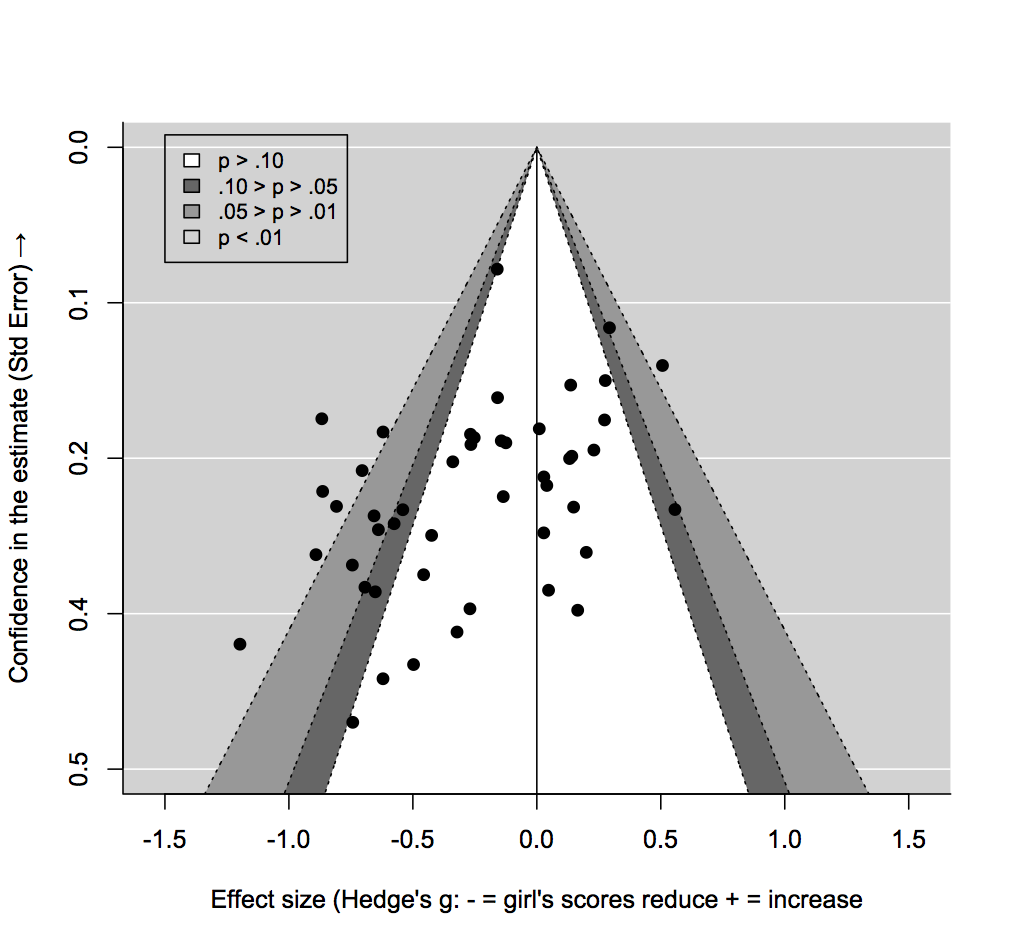
في الرسم البياني أعلاه، يُظهر التحليل التلوي لتهديد الصورة النمطية على درجات الرياضيات للفتيات عدم تناسق نموذجي لتحيز النشر. من فلور، بي سي، آند ويتشرز، جي إم (2015).

## أمثلة في الطب وعلم النفس
أظهر تحليلان حول فعالية الريبوكستين reboxetine كمضاد للاكتئاب محاولات للكشف عن تحيز النشر في التجارب السريرية. استنادًا إلى بيانات التجارب الإيجابية، تم اعتبار الريبوكستين في الأصل علاج مضاد للاكتئاب في العديد من البلدان في أوروبا والمملكة المتحدة في عام 2001 (على الرغم من أنه نادرًا ما يتم استخدامه في الممارسة العملية). خلص التحليل التلوي لعام 2010 إلى أن الريبوكستين كان غير فعال وأن غالبية التجارب ذات النتائج الإيجابية تعكس تحيز النشر، ويرجع ذلك في الغالب إلى التجارب التي نشرتها شركة تصنيع الأدوية فايزر. وجد تحليل تلوي لاحق نُشر في عام 2011، استنادًا إلى البيانات الأصلية، مشاكل في تحليلات عام 2010 واقترح أن البيانات التي أشارت إلى أن ريبوكستين كان فعالًا في الاكتئاب الشديد فقط. أمثلة على تحيز النشر قدمها بن جولدكر  وبيتر ويلمشورست (Peter Wilmshurst).
أظهرت الدراسة أيضًا أن ما يقارب من ثلاثة أرباع البيانات الخاصة بالمرضى الذين شاركوا في تجارب الريبوكستين لم يتم نشرها حتى الآن، وأن البيانات المنشورة عن الدواء تبالغ في تقدير الفوائد وتقلل من أضرار العلاج - وكل ذلك يؤكد الحاجة الملحة للنشر الإلزامي لجميع نتائج التجارب السريرية (سواء كانت إيجابية أو سلبية).
مثال آخر هو التاميفلو، حيث وجدت دراسة أنه لا يعمل بشكل جيد. في عام 2009، كان هناك قلق واسع النطاق بشأن جائحة الأنفلونزا الجديد، وتم إنفاق المليارات على تخزين عقار تاميفلو في معظم أنحاء العالم تقريباً. ولكن تبين أن شركة هوفمان-لا روش، الشركة الدوائية التي أنتجت هذا الدواء، حجبت معلومات حيوية عن تجاربها السريرية لمدة نصف عقد، لكن Cochrane Collaboration، وهي منظمة عالمية غير ربحية تضم 14000 أكاديمي، حصلت أخيرًا على جميع المعلومات. بتجميع الأدلة معًا، فقد وجد أن عقار تاميفلو له تأثير ضئيل أو معدوم على مضاعفات عدوى الأنفلونزا، مثل الالتهاب الرئوي. تم الكشف لاحقاً أن النتيجة الإيجابية تمخضت من ببيانات ورقة واحدة فقط من الأوراق التي استشهدت بها: من بين التجارب العشرة، تم نشر تجربتين فقط في الأدبيات العلمية.
أحد أبرز الأمثلة أيضًا هو دواء مضاد اضطراب النظم معروف باسم لوركاينيد (lorcainide)، حيث تبين أن هناك دراسة (1980) لم تنشر في ذلك الوقت وكان من المحتمل أن تكون الأدوية قاتلة، ومع ذلك استمر استخدامها في الممارسة وفي المزيد من التجارب السريرية.
مثال تاريخي آخر حدث في نهاية 1950 وحتى بداية 1960 وهو الثاليدوميد، والذي تم اعتباره «أكبر كارثة طبية من صنع الإنسان على الإطلاق». للاستزادة، طالع صفحة فضيحة الثاليدوميد.

## طالع أيضًا
- تحيز للمصلحة الذاتية
- انحياز للإبلاغ
- تأثير ووزل
- انحياز أكاديمي
- أزمة التكرار
- تعارض المصالح في النشر الأكاديمي
- انحياز القبعة البيضاء
- مراجعة الأقران
- فضيحة الثاليدوميد

## روابط خارجية
- Lehrer, Jonah (13 Dec 2010). "The Truth Wears Off". The New Yorker (بالإنجليزية). Archived from the original on 2021-03-17. Retrieved 2020-01-30.
- سجل التجارب السريرية التي أجريت في الولايات المتحدة وحول العالم ، تحتفظ بها المكتبة الوطنية للطب ، بيثيسدا
- قاموس Skeptic: انحياز النتيجة الإيجابية .
- قاموس Skeptic: تأثير درج الملفات .
- مجلة النتائج السلبية في الطب الحيوي
- مجلات جميع النتائج
- مجلة مقالات لدعم الفرضية الصفرية
- Psychfiledrawer.org: أرشيف لمحاولات التكرار في علم النفس التجريبي